# Mami Ueno
Mami Ueno (født 27. september 1996) er en japansk fodboldspiller. Hun er medlem af Japans kvindefodboldlandshold.

## Japans fodboldlandshold
| Japans landshold | Japans landshold | Japans landshold |
| År               | Kmp              | Mål              |
| ---------------- | ---------------- | ---------------- |
| 2017             | 3                | 0                |
| Total            | 3                | 0                |